# Katsumi Haseda
Katsumi Haseda (11 juillet 1945) est un astronome amateur japonais.

## Biographie
Katsumi Haseda est un astronome amateur japonais résidant dans la préfecture d'Aichi. Il fait partie de la Variable Star Observers League au Japon.
Katsumi Haseda découvre de façon indépendante la nova V477 Sct (N Sct 2005 n°2).
Il a également découvert plus de soixante étoiles variables, y compris quelques étoiles de Wolf-Rayet et HadV98, une étoile variable R dans Coronae Borealis.
Un astéroïde lui a été dédié, (8431) Haseda.

## Découvertes
Haseda a découvert ou codécouvert 6 novae :
| Nova      | Date de découverte | Codécouvreur                                                      | Sources |
| --------- | ------------------ | ----------------------------------------------------------------- | ------- |
| V463 Sct  | 5 mars 2000        | -                                                                 | [ 1 ]   |
| V1178 Sco | 13 mai 2001        | -                                                                 | [ 2 ]   |
| V2540 Oph | 24 janvier 2002    | Yuji Nakamura                                                     | [ 3 ]   |
| V4743 Sgr | 20 septembre 2002  | -                                                                 | [ 4 ]   |
| V476 Sct  | 30 septembre 2005  | Akira Takao                                                       | [ 5 ]   |
| V2670 Oph | 25 mai 2008        | Koichi Nishiyama (it), Fujio Kabashima (it), Hideo Nishimura (it) | [ 6 ]   |